# Alabama State Route 54
Alabama State Route 54 ist ein in Ost-West-Richtung verlaufender Highway im US-Bundesstaat Alabama.
Der Highway beginnt am U.S. Highway 331 nahe Florala und endet westlich von Samson an der Alabama State Route 52. Die Teil der State Route verläuft an der Grenze zu Florida entlang. Die Grenze zwischen den Covington und dem Geneva County wurde nach dem Verlauf der State Route gebildet.